# Supercoppa francese 2022 (pallavolo maschile)
La Supercoppa francese 2022, 11ª edizione della Supercoppa nazionale di pallavolo maschile, si è svolta il 25 settembre 2022: al torneo hanno partecipato due squadre di club francesi e la vittoria finale è andata per la prima volta al Montpellier.

## Regolamento
La formula ha previsto una gara unica.

## Squadre partecipanti
| Squadra     | Qualificazione                      |
| ----------- | ----------------------------------- |
| Chaumont    | Vincitrice Coppa di Francia 2021-22 |
| Montpellier | Vincitrice Ligue A 2021-22          |

## Torneo
| 25 settembre 2022 Palestra, Chaumont Durata: 1h:57 - Spettatori: 1 597 | Chaumont | 1 - 3 | Montpellier | 19-25, 25-23, 21-25, 28-30 |